# Таубе (рід)

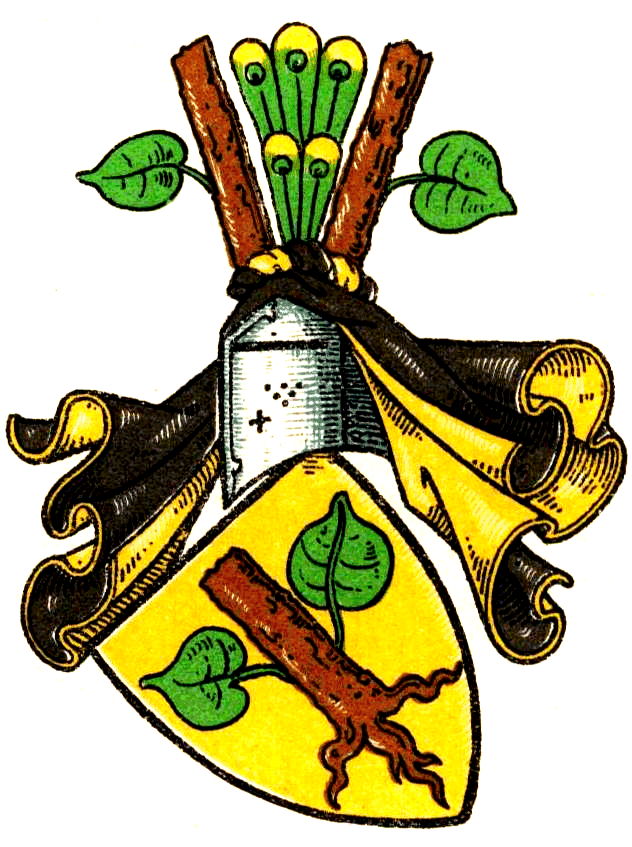
Герб Таубе

Та́убе (нім. Taube), або фон Таубе (нім. von Taube, «Таубенські») — балтійський німецький шляхетний рід. Піддані Данії, Польщі, Курляндії, Швеції, Росії, Пруссії, Німеччини. Походять з Данії або Вестфалії. Вперше згадуються у джерелах ХІІІ ст. у данській Естляндії під іменем Туве (Tuve, «голуб»). Безперервна лінія представників роди виводиться від зброєносця Енгелька Туве (нім. Engelke Tuve), що згадується у документі від 24 серпня 1373 року у Віронії. Протягом XV—XVI ст. поділилися на кілька гілок, серед яких виділяють 5 основних: естляндська (головна), шведсько-фінляндська, шведська (згасла), саксонська, курляндська. Їхні представники мали титул фрайгерів (баронів) у Польщі (1572) і Швеції (1675, 1692). У 1719 і 1734 роках члени шведської гілки отримали графський титул. Саксонська гілка мала у Священній Римській імперії титули імперських фрайгерів (1638) і графів (1676); а в Росії — титул баронів (1857).

## Герб
У золотому щиті натуральний липовий пень із кореневищем і двома зеленими листочками, що проросли по обидва боки. Намет чорний, підбитий золотом. У клейноді два пня з листочками на одному боці, і між ними павичевий хвіст.

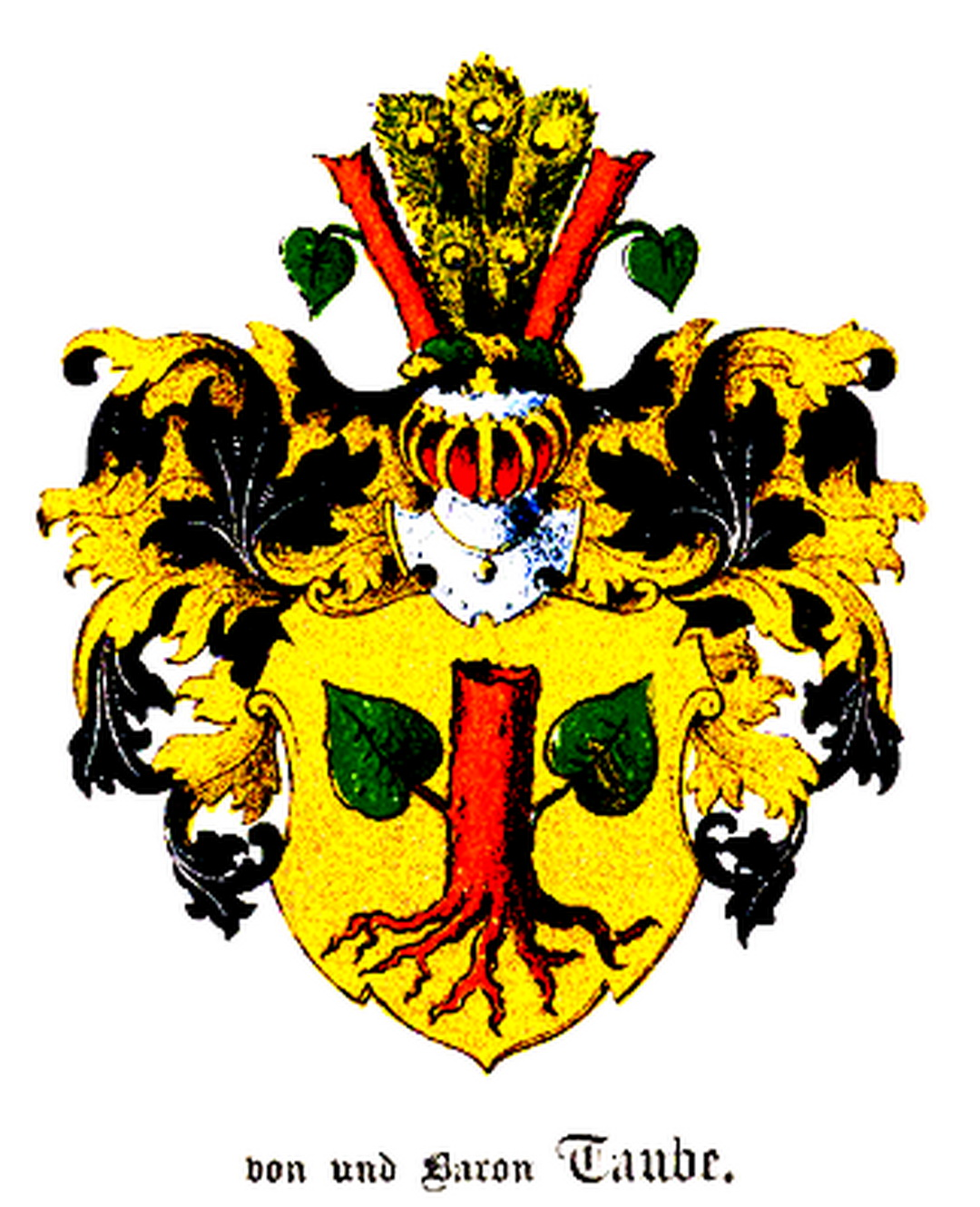
Курляндська гілка
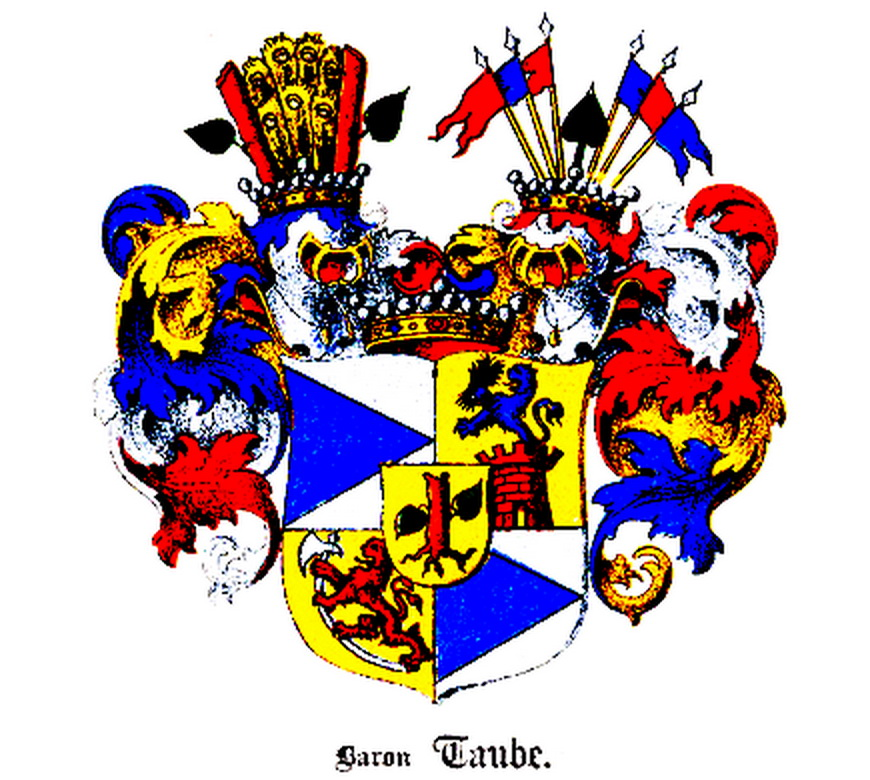
Шведська гілка

## Курляндська гілка

### Представники
- Крістоф-Александр (?—?) ∞ Єлизавета-Агнеса фон Нольде (?—?)
  - Ернст-Йоганн (1740 — 1794), курляндський ландгофмейстер. ∞ Луїза-Ернестіна-Шарлотта фон Пфляйцер (1750—1800)[4]
    - Ернестіна-Юлія (1782—1851) ∞ Дітріх-Георг фон Кляйст (1788—1850)
    - Єлизавета-Бенігна-Луїза (?—1856) ∞ Крістоф-Карл-Магнус фон Фіркс (1722—1855)